# La flor del mal (pel·lícula del 2003)
La flor del mal (títol original en francès La Fleur du mal) és una pel·lícula francesa dirigida per Claude Chabrol estrenada el 2003. És el seu cinquantè llargmetratge.

## Argument
L'acció té lloc en una gran casa del Bordelais, durant la campanya municipal.
François Vasseur, que torna dels Estats Units, on ha passat quatre anys, no estima el seu pare, Gérard, casat de nou amb una candidata a les eleccions. El tracta d'"hipòcrita, dolent i sibarita". Ha sentit abans la seva mare dir al seu "pare" que el nen no era d'ell.
François estima la seva cosina, Michèle, que estudia psicologia.
Després d'una nit d'amor, a la casa familiar de Pyla, li parla del full volant "fastigós sobre la família" que taca la candidata, Anne Charpin-Vasseur: "És ben bona la Charpin-Vasseur amb això". Anne Charpin-Vasseur hi és presentada com una dona lleugera.
L'espectador s'assabenta, pel Sr. Labière, un elector que visitarà la candidata en el curs de la seva campanya, que ha comès un crim la tia Line a la Segona Guerra Mundial, durant la col·laboració, crim que ha estat objecte d'un sobreseïment. Gérard potser és l'autor d'aquest full volant dirigit contra la seva esposa.
Es filma una pel·lícula a la regió: Gérard és atret per una de les actrius que fa un paper de dona "seductora i perversa". Ella es reuneix amb ell, no tenint més que "el seu pit per oferir-li".
Tenen lloc les eleccions.
Durant l'escrutini, Gérard torna al seu despatx on treballa Michèle, que ha de fer una exposició l'endemà sobre la noció de culpabilitat ("l'univers mòrbid de la culpa").
Xuma (com de costum) i, com que ella el refusa, la tracta de "petita meuca". Es resisteix, cau i mor.
La tia Line ajuda Michèle a dissimular el crim pujant el cos de Gérard a la seva cambra.
La tia Line explica llavors a Michèle que va matar el seu propi pare, col·laboracionista que va fer afusellar el seu fill (el seu germà, doncs, que estimava molt), com d'altres resistents. Mai no va lamentar el seu gest. S'acusarà de la mort de Gérard, esperant des de fa seixanta anys que passi alguna cosa: "El temps no existeix, és un present perpetu".
Anne Charpin-Vasseur és elegida.
Els crèdits surten mentre que se celebra el resultat de les eleccions a la gran casa burgesa.

## Anàlisi
"Saps bé que tot és secret aquí" dit la tia Line al començament de la pel·lícula. Però els secrets acaben reapareixent a trenc d'alba del segle xxi. La pregunta formulada és la de la culpabilitat. "Amb la tia Line, mai ets segur de res" diu Michèle, la cosina de François. "Ja fa anys que es viu en fals" suggereix la tia Line.
Es troba una variació sobre els temes preferits de Chabrol: la burgesia provincial, monstruosa darrere aparences respectables, i el crim.
La guionista precisa així el tema de la pel·lícula: «Perquè els personatges són macos, simpàtics, interessants, les paraules sobre la burgesia són per això més cruels. Són d'una espantosa normalitat. Si no hi hagués crim, potser no hi hauria res a contar, ja que res no canvia. »
El títol escollit s'inspira en el recull de Baudelaire, Les flors del mal, però, en singular, designa explícitament el sexe femení com l'origen dels problemes humans - en el doble sentit del terme que dona Courbet al seu quadre, L'origen del món, que representa precisament el sexe femení. La pel·lícula de Chabrol es pot assemblar a una psicoanàlisi de l'ànima humana els abismes de la qual travessen les generacions.
Claude Chabrol agafa el seu temps per fer-nos entrar en el relat, després per perdre'ns en el laberint de l'ànima humana abans de demanar-nos, a l'última escena i a través dels seus personatges, de fer bona cara i de salvar les aparences.
No pot faltar l'evocació de la visita de la candidata política, Anne, a la ciutat de la «gent de baix» i de les seves increïbles paraules sobre la « gent de dalt». Per ser just, cal realment reconèixer que el discurs dels electors modestos a qui ret visita és igualment calamitós. Chabrol ha conservat intacta la seva ironia mordaç.

## Repartiment
- Benoît Magimel: François Vasseur
- Nathalie Baye: Anne Charpin-Vasseur
- Mélanie Doutey: Michèle Charpin-Vasseur
- Suzanne Flon: Tia Line
- Bernard Le Coq: Gérard Vasseur
- Thomas Chabrol: Matthieu Lartigue
- Henri Attal: el sogre de Fanny
- Kevin Ahyi: el primer nen
- Jérôme Bertin: el voluntari
- Françoise Bertin: Thérèse
- Caroline Baehr: Fanny
- Didier Bénureau: Brissot
- Yvon Crenn: Yves Pouët
- Jean-Marc Druet: l'ajudant de laboratori
- Michel Herbault: l'alcalde
- Valérie Rojan: la secretària de Gérard
- François Maistre: Sr. Labière

## Nominacions
- La pel·lícula va estar nominada a l'Os d'Or al Festival Internacional de Cinema de Berlín.